# Чемпионат Японии по футболу
Первый дивизион Джей-лиги (яп. Jリーグ・ディビジョン1 Дзэй Ри:гу Дибидзён 1, J. League Division 1) — профессиональная футбольная лига для японских футбольных клубов. Является высшим дивизионом Джей-лиги (Японской профессиональной футбольной лиги) и сильнейшей футбольной лигой в Японии. C сезона 2024 года в ней выступают 20 клубов. Чемпионат проходит по системе «весна-осень» с конца февраля по декабрь. Проводится с 1993 года, до этого футбол находился на любительском уровне.

## История соревнования
В 1965 году была организована первая национальная футбольная лига — Японская соккер-лига (JSL). Она имела любительский статус, представленные там команды представляли крупные японские компании, носили их название и состояли из работников этих компаний. Игроки были любителями и посвящали футболу свободное от работы время, и лишь в последние годы существования некоторые стали получать деньги непосредственно за игру на поле. С 1972 года к лиге был добавлен Второй дивизион, участники которого боролись за попадание в Первый (или высший) дивизион страны. Японская соккер-лига просуществовала до 1993 года до формирования первой профессиональной лиги.
Джей-лига начала свою деятельность в 1993 году как профессиональная лига из 10 команд. Первый сезон прошёл с 15 мая по 15 декабря. До 2004 года чемпионат проходил в 2 этапа. Каждый этап проходил в 2 круга. Победители этапов разыгрывали золотые медали между собой в двухматчевом противостоянии. Подобная система применяется в латинской Америке, где называется «Апертура и Клаусура». В сезоне 1995 года принимали участие 14 клубов, таким образом каждый клуб провёл 52 матча, из-за чего было принято решение с сезона 1996 года проводить каждый этап в один круг. Так же с 1996 года в чемпионате стали участвовать 16 команд.
Начиная с сезона 2005 года чемпионат принял нынешний вид. Количество команд увеличено до 18, система из двух этапов упразднена. Чемпионат стал проводиться в два круга, чемпионом становится клуб, набравший наибольшее количество очков. Клубы, занявшие 2 последних места, переходят во второй дивизион. Клуб, занявший третье с конца место участвует в двухматчевом противостоянии с клубом, занявшим третье место во втором дивизионе. Победитель получает право на участие в следующем сезоне первого дивизиона.
С сезона 2009 года стыковые матчи между клубами первого и второго дивизиона отменены. По результатам сезона 3 худших клуба первого дивизиона автоматически выбывают. Их места занимают 3 лучших клуба второго дивизиона.
Каждому клубу разрешено иметь в своём составе не более пяти легионеров из других стран. На поле в составе одной команды могут одновременно находиться 3 иностранца, плюс один игрок из страны АФК. Когда Джей-лига только образовалась, клубы подписали контракты с некоторыми из самых известных футболистов мира: «Касима Антлерс», например, пригласил бразильца Зико, а «Джеф Юнайтед Итихара» — футболиста из Германии Пьера Литтбарски. Эти иностранные таланты оправдали возлагавшиеся на них надежды, приводя болельщиков в восторг своим мастерством. Они немало содействовали взлёту популярности Джей-лиги и оказали мощное влияние на японских футболистов, способствуя существенному улучшению техники их игры.
Клуб, желающий быть членом Джей-лиги, должен отвечать определённым требованиям. Кроме основного состава каждый клуб первого дивизиона должен иметь дубль (для подготовки игроков) и три любительские команды юниоров: молодёжную (до 18 лет), юношескую (до 15 лет), и детскую (до 12 лет). Условия, предъявляемые к клубам второго дивизиона, аналогичны, за исключением того, что иметь юношескую и детскую команды необязательно. Клубы первого дивизиона должны иметь возможность играть на стадионе, рассчитанном не менее чем на 15 000 зрителей, для клубов второго дивизиона нужен стадион не менее чем на 10 000 мест, и тем и другим требуются клубные помещения с определённым количеством полей с травяным покрытием.
Чтобы отвечать этим требованиям, каждый клуб регистрируется как юридическое лицо, и нередко компании, местные органы управления и другие субъекты деятельности имеют свою долю в акциях этих корпораций. Значительная доля клубных средств поступает от спонсоров, например, от компаний, которые платят за рекламу их названий на спортивной форме.

## Список призёров
- Японская соккер-лига
  - 1965 — «Тоё Индастрис»
  - 1966 — «Тоё Индастрис»
  - 1967 — «Тоё Индастрис»
  - 1968 — «Тоё Индастрис»
  - 1969 — «Мицубиси»
  - 1970 — «Тоё Индастрис»
  - 1971 — «Янмар Дизель»
- Японская соккер-лига. Дивизион 1
  - 1972 — «Хитачи»
  - 1973 — «Мицубиси»
  - 1974 — «Янмар Дизель»
  - 1975 — «Янмар Дизель»
  - 1976 — «Фурукава Электрик»
  - 1977 — «Сёнан Бельмаре»
  - 1978 — «Мицубиси»
  - 1979 — «Сёнан Бельмаре»
  - 1980 — «Янмар Дизель»
  - 1981 — «Сёнан Бельмаре»
  - 1982 — «Мицубиси»
  - 1983 — «Токио Верди»
  - 1984 — «Токио Верди»
  - 1985-86 — «Фурукава Электрик»
  - 1986-87 — «Токио Верди»
  - 1987-88 — «Ямаха Моторс»
  - 1988-89 — «Ниссан Моторс»
  - 1989-90 — «Ниссан Моторс»
  - 1990-91 — «Токио Верди»
  - 1991-92 — «Токио Верди»
- Джей-лига*
  - 1993 — «Верди Кавасаки»
  - 1994 — «Верди Кавасаки»
  - 1995 — «Иокогама Маринос»
  - 1996 — «Касима Антлерс»
  - 1997 — «Джубило Ивата»
  - 1998 — «Касима Антлерс»
- Джей-лига. Дивизион 1
  - 1999 — «Джубило Ивата»
  - 2000 — «Касима Антлерс»
  - 2001 — «Касима Антлерс»
  - 2002 — «Джубило Ивата»
  - 2003 — «Иокогама Ф. Маринос»
  - 2004 — «Иокогама Ф. Маринос»
  - 2005 — «Гамба Осака»
  - 2006 — «Урава Ред Даймондс»
  - 2007 — «Касима Антлерс»
  - 2008 — «Касима Антлерс»
  - 2009 — «Касима Антлерс»
  - 2010 — «Нагоя Грампус»
  - 2011 — «Касива Рейсол»
  - 2012 — «Санфречче Хиросима»
  - 2013 — «Санфречче Хиросима»
  - 2014 — «Гамба Осака»
  - 2015 — «Санфречче Хиросима»
  - 2016 — «Касима Антлерс»
  - 2017 — «Кавасаки Фронтале»
  - 2018 — «Кавасаки Фронтале»
  - 2019 — «Иокогама Ф. Маринос»
  - 2020 — «Кавасаки Фронтале»
  - 2021 — «Кавасаки Фронтале»
  - 2022 — «Иокогама Ф. Маринос»
  - 2023 — «Виссел Кобе»
  - 2024 — «Виссел Кобе»

- В 1993 году после образования J-лиги из названий команд исключили имена корпораций-спонсоров.

## Достижения клубов
| Клуб                  | Чемпион                                            |
| --------------------- | -------------------------------------------------- |
| «Санфречче Хиросима»  | 8 (1965, 1966, 1967, 1968, 1970, 2012, 2013, 2015) |
| «Касима Антлерс»      | 8 (1996, 1998, 2000, 2001, 2007, 2008, 2009, 2016) |
| «Токио Верди»         | 7 (1983, 1984, 1987, 1991, 1992, 1993, 1994)       |
| «Иокогама Ф. Маринос» | 7 (1989, 1990, 1995, 2003, 2004, 2019, 2022)       |
| «Урава Ред Даймондс»  | 5 (1969, 1973, 1978, 1982, 2006)                   |
| «Кавасаки Фронтале»   | 4 (2017, 2018, 2020, 2021)                         |
| «Джубило Ивата»       | 4 (1988, 1997, 1999, 2002)                         |
| «Сересо Осака»        | 4 (1971, 1974, 1975, 1980)                         |
| «ДЖЕФ Юнайтед»        | 2 (1976, 1986)                                     |
| «Касива Рейсол»       | 2 (1972, 2011)                                     |
| «Гамба Осака»         | 2 (2005, 2014)                                     |
| «Сёнан Бельмаре»      | 2 (1977, 1981)                                     |
| «Виссел Кобе»         | 2 (2023, 2024)                                     |
| «Нагоя Грампус»       | 1 (2010)                                           |